# Raaklijn

De raaklijn of tangent aan een kromme in een punt van die kromme is in de meetkunde de rechte lijn door dat punt die in dat punt dezelfde richting heeft als de kromme. Het punt waarin de raaklijn de kromme raakt, heet raakpunt, soms ook tangentpunt. De raaklijn is de benadering van de kromme in het raakpunt door een rechte lijn. De raaklijn kan de kromme eventueel nog snijden in een ander punt dan het raakpunt.
De raaklijn in een punt {\displaystyle P} op de kromme {\displaystyle k} kan als de limietstand worden gezien van de lijn door {\displaystyle P} en een ander punt {\displaystyle Q} van de kromme als het punt {\displaystyle Q} over {\displaystyle k} het raakpunt {\displaystyle P} nadert. Daaruit blijkt ook dat niet in elk punt van een willekeurige kromme een raaklijn bestaat. De kromme zal aan bepaalde eisen van differentieerbaarheid moeten voldoen.

## Twee dimensies
Een vlakke kromme wordt door de coördinaatfuncties {\displaystyle x(t)} en {\displaystyle y(t)} gegeven, waarbij de parameter {\displaystyle t} een bepaalde verzameling waarden, meestal een interval, doorloopt. De raaklijn aan die kromme in een punt {\displaystyle (x_{0},y_{0})=(x(t_{0}),y(t_{0}))} van de kromme gaat door dat punt en heeft dezelfde helling als de kromme. De vergelijking van de raaklijn wordt het eenvoudigst voorgesteld door:
{\displaystyle y_{R}(x)-y_{0}=b(x-x_{0})}
In het betrokken punt is de helling:
{\displaystyle b=\left.{\frac {\mathrm {d} y}{\mathrm {d} x}}\right|_{t=t_{0}}={\frac {y'(t_{0})}{x'(t_{0})}}}
mits de afgeleiden bestaan.
Is de kromme de grafiek van de functie {\displaystyle y(x)}, dan wordt de raaklijn in het punt {\displaystyle (x_{0},y_{0})} gegeven door:
{\displaystyle y_{R}(x)-y_{0}=b(x-x_{0})=y'(x_{0})(x-x_{0})}
Eerlijk delen is een methode waarmee de vergelijking van een raaklijn aan een kegelsnede {\displaystyle k} direct uit de vergelijking van {\displaystyle k} kan worden afgeleid. Er is in GeoGebra de functie om de raaklijn aan een gegeven kromme in een punt op die kromme te tekenen.

### Parabool
De raaklijn aan de parabool {\displaystyle y=ax^{2}+bx+c} in een punt {\displaystyle (x_{0},y_{0})} wordt gegeven door:
{\displaystyle y-y_{0}=(2ax_{0}+b)(x-x_{0})}

### Cirkel
De raaklijn aan de cirkel {\displaystyle C:(x-a)^{2}+(y-b)^{2}=r^{2}} in het punt {\displaystyle (x_{0},y_{0})} wordt gegeven door:
{\displaystyle (x-a)(x_{0}-a)+(y-b)(y_{0}-b)=r^{2}}
De raaklijn in het punt {\displaystyle (1,1)} aan de cirkel met de oorsprong als middelpunt is bijvoorbeeld {\displaystyle x+y=2}.
De raaklijn aan de cirkel {\displaystyle C} in {\displaystyle (x_{0},y_{0})} staat loodrecht op de straal van {\displaystyle C} van {\displaystyle (a,b)} naar {\displaystyle (x_{0},y_{0})}. 

### Ellips
Een ellips is voor {\displaystyle t\in [0,2\pi )} gegeven door de coördinaatfuncties
{\displaystyle x(t)=3\sin(t),\quad y(t)=2\cos(t)}
De vergelijking van de raaklijn in een punt {\displaystyle (x(t_{0}),y(t_{0}))} aan de ellips is dus:
{\displaystyle y_{R}(x)=y(t_{0})+b(x-x(t_{0}))=2\cos(t_{0})+b\left(x-3\ \sin(t_{0})\right)}
Daarin is:
{\displaystyle b={\frac {y'(t_{0})}{x'(t_{0})}}=-{\tfrac {2}{3}}\tan(t_{0})}

## Afbeeldingen

Raaklijn aan een kromme
Raaklijn aan een cirkel

## Drie dimensies
Een kromme in drie dimensies wordt ruimtekromme genoemd, heel algemeen voorgesteld door de parametervoorstelling met de drie coördinaatfuncties {\displaystyle x(t),y(t)} en {\displaystyle z(t)}.
Als de ruimtekromme differentieerbaar is in het punt {\displaystyle (x_{0},y_{0},z_{0})=(x(t_{0}),y(t_{0}),z(t_{0}))}, kan de raaklijn in dat punt worden bepaald met behulp van de afgeleide van de ruimtekromme in dat punt:
{\displaystyle (x'(t_{0}),y'(t_{0}),z'(t_{0}))}
De raaklijn wordt dan beschreven door de functies
{\displaystyle X(s)=x_{0}+x'(t_{0})\cdot s}
{\displaystyle Y(s)=y_{0}+y'(t_{0})\cdot s}
{\displaystyle Z(s)=z_{0}+z'(t_{0})\cdot s}
Indien de ruimtekromme wordt gegeven als snijlijn van twee oppervlakken met vergelijkingen
{\displaystyle F(x,y,z)=0}
{\displaystyle G(x,y,z)=0}
is de richting van de raaklijn evenwijdig aan het kruisproduct van de gradiënten van deze twee uitdrukkingen:
{\displaystyle [F'_{x},F'_{y},F'_{z}]\ \times \ [G'_{x},G'_{y},G'_{z}]}